# 佐々弘雄
佐々 弘雄（さっさ ひろお、1897年〈明治30年〉1月23日 - 1948年〈昭和23年〉10月9日）は、日本の政治学者、ジャーナリスト、参議院議員。

## 生涯

### 戦前
1897年（明治30年）1月23日、衆議院議員佐々友房の三男として東京府東京市四谷区四谷箪笥町に生まれる。
東京府立第四中学校・第五高等学校を経て、東京帝国大学法学部政治学科に入学。吉野作造や美濃部達吉の薫陶を受け法学者・政治学者として将来を嘱望される。東京帝大では新人会に参加した。1920年（大正9年）卒業。
卒業後は直ちに東京帝国大学法学部副手・助手を経て、外務省欧米局の嘱託となり英仏独に2年間留学。特にドイツにおいては、ハイパーインフレの惨状やヴァイマル共和国の行き詰まり、そしてナチス勃興を目の当たりにし、反ヒトラー派となって帰国した。
蠟山政道に次ぐ吉野の二番弟子として位置づけられていた佐々は、帰国してまもなく新設の九州帝国大学法文学部教授に就任して政治学を担当した。自身は議会制民主主義や立憲君主制を志向していたが、同僚でマルクス経済学者の向坂逸郎と交遊があったのが仇となり、1928年（昭和3年）の三・一五事件の余波による九大事件で、「赤化教師」として大学を追放される。
大学辞職後は、中野正剛が経営する『九州日報』に論説を書き、さらに上京して雑誌『改造』や『中央公論』の常連執筆者として政治評論を書いた（後に警察官僚として知られることとなる、次男の淳行が生まれたのは、この頃となる。）。そして頭山満、中野正剛、緒方竹虎、風見章らに認められ、1934年（昭和9年）3月に東京朝日新聞社に入社して編集局勤務を経て、大阪朝日新聞論説委員（東京在勤）となる。
1933年近衛文麿のブレーントラスト昭和研究会に参加して、同じ朝日新聞論説委員の笠信太郎、記者の尾崎秀実らとともに中心メンバーの一人となり、また近衛を囲む「朝食会（朝飯会）」の主要メンバーとして近衛新体制運動の政治理論面を担当した。1938年（昭和13年）9月、平貞蔵とともに、昭和研究会の教育機関的性格を持った昭和塾を設立する。
当時麻布区材木町にあった佐々の自宅には、皇道派重鎮の柳川平助や小畑敏四郎、二・二六事件で知られることとなる安藤輝三と栗原安秀ら青年将校、海軍左派の高木惣吉、自由主義者の高山岩男らなど、多種多様な者が出入りしていた。血盟団事件で服役し恩赦により出所していた四元義隆を近衛に紹介し、四元は1941年（昭和16年）から近衛の秘書になっている。
佐々は東條派に睨まれ、特高警察や憲兵隊の監視対象となった。特に当時の警視総監安倍源基は「佐々弘雄は必ず捕まえてやる」と豪語していた。一方で、佐々を監視していた憲兵の塚本誠大佐は「佐々弘雄という人物はリンゴだ。外側は赤いが中身は白い」と報告している。自らの紹介で昭和研究会のメンバーとなっていた尾崎がゾルゲ事件で逮捕されると佐々は動揺し、風呂焚きに偽装して長男克明と次男淳行らに尾崎との交遊を示すメモや手紙を焼却させた。なお、ゾルゲ事件後に昭和研究会・朝飯会が解散したとき、佐々は近衛から5万円を渡されており、そのうちの1万円を四元に分配している。特高警察の監視を躱すため、このとき現金を運んで四元に渡す役目を負ったのは当時中学生であった淳行であった。
1942年（昭和17年）7月、緒方竹虎主筆の下で嘉治隆一とともに朝日新聞社副主筆となる。1943年（昭和18年）12月、村山長挙社長ら反緒方勢力との社内権力抗争に敗れた緒方が主筆を解任されて副社長に棚上げされると、佐々と嘉治は同時に主任論説委員、1945年（昭和20年）3月にはともに論説主幹となった。8月15日の朝日新聞社説「一億相哭の秋」は、佐々が執筆した。

### 戦後
敗戦により朝日新聞社内で緒方派と反緒方派の対立が再燃して、1945年11月に村山社長、上野精一会長らが退陣する際、嘉治とともに編集局参与の閑職に回される。
佐々は「戦争を止められなかった責任、そしてここまでの大敗北を防げなかった敗戦責任をとる」として朝日を退職して浪人となるが、九大の法文学部教授会がかつて追放した佐々らを復帰させる決定をしたため、講師として学究生活を再開し、父が社長を務めた熊本日日新聞社長伊豆富人（安達謙蔵の側近）が公職追放となると、佐々が社長兼主筆に就任した。
1947年（昭和22年）、父の政治的後継者である安達謙蔵らからの勧めで第1回参議院議員通常選挙に全国区から立候補し当選、緑風会に参画する。
その後心内膜炎を患い東大病院に入院するが、強心剤投与量の過誤で危篤状態に陥り、1948年（昭和23年）10月9日死去。51歳没。墓所は熊本市小峰墓地。

## 家族
妻は図書館学者の和田万吉の娘。
朝日新聞社の幹部社員で歴史作家の佐々克明は長男、防衛施設庁長官や初代内閣安全保障室長をつとめた評論家の佐々淳行は次男、参議院議員を務めた紀平悌子は長女である。他に尚子・恭子がおり、前者は幼少期の1942年に病気で亡くなっている。

## 著書

### 単著
- 『政治の貧困 転換期の政治批判』千倉書房、1931年2月。 NCID BN05599830。全国書誌番号:47004434。
- 『大衆政治読本』中央公論社、1932年3月。 NCID BN12491663。全国書誌番号:47006478。
- 『日本ファッシズムの発展過程』浅野書店、1932年4月。 NCID BN06262457。全国書誌番号:47015372。
- 『哲学と政治学との交渉』岩波書店〈岩波講座哲学〉、1932年6月。 NCID BN10053858。全国書誌番号:46078804 全国書誌番号:51002675。
- 『政局危機の動向』千倉書房、1932年11月。 NCID BA31409861。全国書誌番号:47004553。
- 『街頭政治読本 政治認識の基礎知識』千倉書房、1933年4月。 NCID BA43142521。全国書誌番号:46089445。
- 『人物春秋』改造社、1933年7月。 NCID BN15854027。全国書誌番号:47003558。
- 『続 人物春秋』改造社、1935年5月。 NCID BN15854027。全国書誌番号:47024507。
- 『強力政治の将来』河出書房、1934年2月。 NCID BA32448654。全国書誌番号:46082720。
- 『西郷隆盛伝』改造社〈偉人伝全集 第11巻〉、1936年10月。 NCID BA44732768。全国書誌番号:46044083 全国書誌番号:53009405。
- 『東亜新秩序論』神戸実業組合聯合会〈研究資料 第11輯〉、1939年4月。全国書誌番号:44030068。
- 『昭和政治悲史』日本放送出版協会〈ラジオパンフレット 2〉、1946年6月。 NCID BN05096705。全国書誌番号:20098094。佐佐弘雄表記
  - 『昭和政治悲史』佐佐縫子、1977年10月。 NCID BA64864284。全国書誌番号:78001228。
- 『世界の命運』国立書院〈国立選書〉、1948年7月。 NCID BA36121816。全国書誌番号:46008496 全国書誌番号:48011418。佐佐弘雄表記

### 執筆
- 「フアツシズムと現代」『フアツシズム研究』改造社、1932年7月、339-365頁。 NCID BN07061778。全国書誌番号:47018469 全国書誌番号:60008454。
- 「戦後の日本政党論」『五大政党を解剖する』政治経済評論社〈政治経済評論 第2輯〉、1948年5月、1-14頁。 NCID BN12771411。全国書誌番号:48012367 全国書誌番号:21620164。

### 共訳
- H.W.シュナイダー 著、戸野原史朗 と共 訳『ファッシズム国家学』中央公論社、1934年8月。 NCID BN05189599。全国書誌番号:47032139 全国書誌番号:49004350。